# Tuula Vilkas

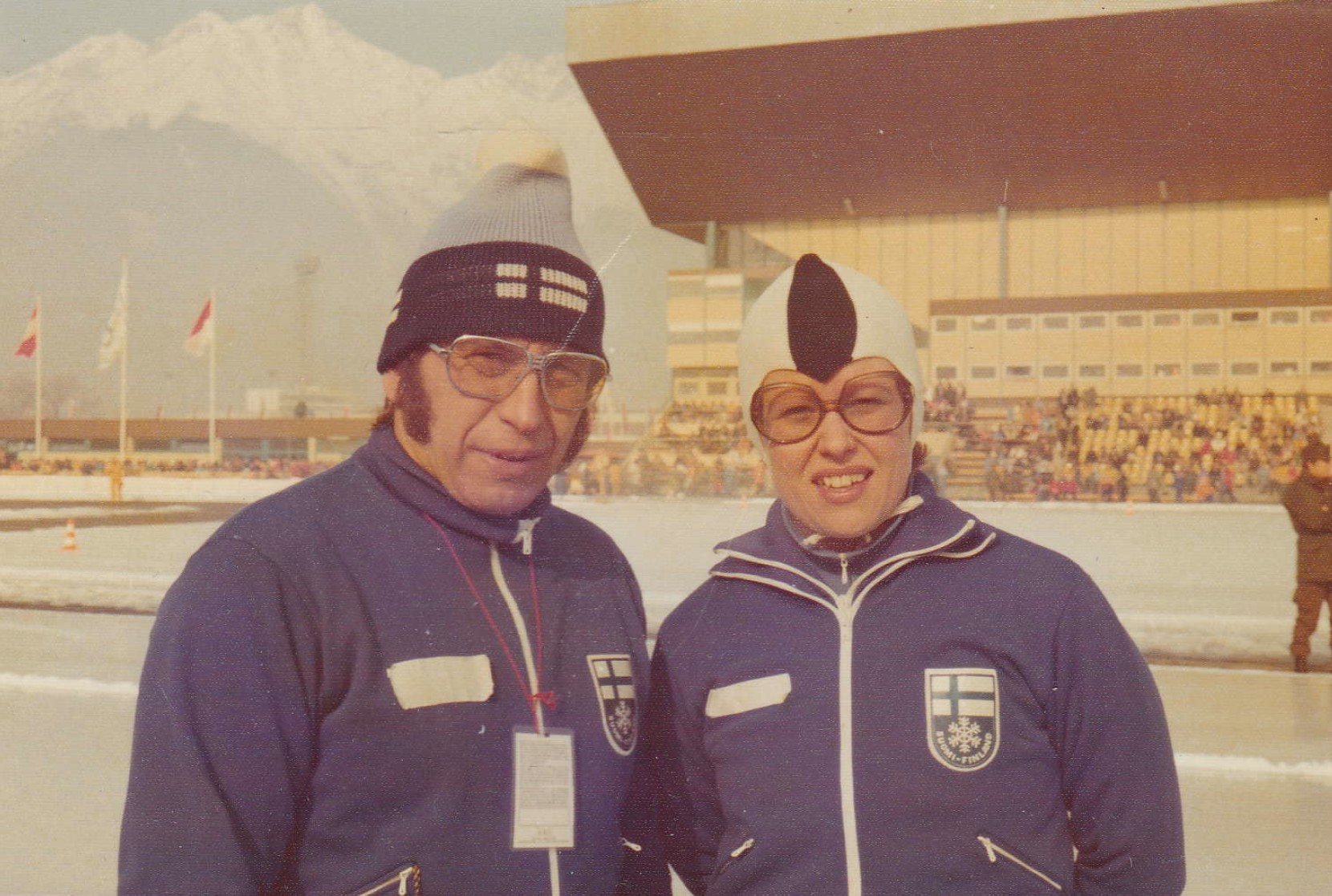
Pentti Peltoperä en Tuula Vilkas, de Olympische Winterspelen 1976 in Innsbruck.

Tuula Vilkas (Urjala, 18 mei 1950) is een schaatsster uit Finland. Ze vertegenwoordigde haar vaderland op de Olympische Winterspelen 1972 in Sapporo en de Olympische Winterspelen 1976 in Innsbruck.

## Resultaten

### Olympische Spelen
| Jaar | Plaats    | Resultaten                                                |
| ---- | --------- | --------------------------------------------------------- |
| 1972 | Sapporo   | 24e 500 meter 11e 1000 meter 16e 1500 meter 7e 3000 meter |
| 1976 | Innsbruck | 17e 1000 meter 20e 1500 meter 12e 3000 meter              |

### Wereldkampioenschappen
| Jaar                      | Plaats                | Resultaten              |
| ------------------------- | --------------------- | ----------------------- |
| 1967                      | Deventer              | 24e Allround            |
| 1970 Allround 1970 Sprint | West Allis            | 11e Allround 17e Sprint |
| 1971 Allround 1971 Sprint | Helsinki Inzell       | 9e Allround 15e Sprint  |
| 1972 Allround 1972 Sprint | Heerenveen Eskilstuna | 11e Allround DNF Sprint |
| 1974                      | Heerenveen            | 25e Allround            |
| 1975 Sprint               | Göteborg              | 22e Sprint              |
| 1976                      | Gjøvik                | 20e Allround            |

### Europese kampioenschappen
| Jaar | Plaats     | Resultaten   |
| ---- | ---------- | ------------ |
| 1970 | Heerenveen | 13e Allround |
| 1971 | Leningrad  | 15e Allround |
| 1972 | Inzell     | 9e Allround  |
| 1974 | Medeu      | 10e Allround |

### Finse kampioenschappen
| Jaar | Allround | Sprint |
| ---- | -------- | ------ |
| 1966 | 10e      | -      |
| 1967 | 6e       | -      |
| 1968 | 6e       | -      |
| 1969 | DNF      | -      |
| 1970 | Goud     | -      |
| 1971 | Goud     | Zilver |
| 1972 | Goud     | -      |
| 1973 | Goud     | -      |
| 1974 | Brons    | -      |
| 1975 | Zilver   | Brons  |
| 1976 | Goud     | -      |

## Persoonlijke records
| Afstand    | Tijd    | Datum           | Baan      |
| ---------- | ------- | --------------- | --------- |
| 500 meter  | 45,00   | 7 januari 1972  | Davos     |
| 1000 meter | 1.29,20 | 7 januari 1972  | Davos     |
| 1500 meter | 2.17,20 | 7 januari 1972  | Davos     |
| 3000 meter | 4.51,71 | 4 februari 1976 | Innsbruck |